# UGPS J072227.51-054031.2
UGPS J072227.51-054031.2 (abbreviato come UGPS 0722-05) è una nana bruna di classe spettrale T, localizzata 4,1 parsec (13 anni luce) dalla Terra nella costellazione dell'Unicorno. Questo oggetto astronomico è stato annunciato nel 2010. Le immagini della scoperta sono state scattate nel novembre del 2006 dal UKIRT Infrared Deep Sky Survey (UKIDSS) e poi confermate il 2 marzo 2010. Inizialmente era stato stimato che fosse ad una distanza ancora più vicina di quella attuale, pari a 2,9 parsec, che avrebbe inserito questa nana bruna tra le dieci stelle più vicine al Sole. Le ultime misurazioni hanno invece confermato la distanza di 4,1+0,6−0,5 parsec.
L'oggetto ha più o meno il volume di Giove, ma si stima che abbia una massa compresa tra 5 e 40 MJ. Successive osservazioni condotte con la spettroscopia infrarossa hanno dimostrato che possiede una massa pari a 13 MJ, corrispondente al limite inferiore per una nana bruna. Ha una temperatura superficiale di circa 480-560 K ed è stata rilevata la presenza di vapore acqueo e metano.